# 蒙迪库尔
蒙迪库尔（法語：Mondicourt，法語發音：[mɔ̃dikuʁ]）是法国上法蘭西大區加来海峡省的一个市镇，属于阿拉斯区。

## 地理
蒙迪库尔（50°10'25"N, 2°27'47"E）面积5.06 平方千米，位于法国上法蘭西大區加来海峡省，该省份为法国北部沿海省份，西北濒北海，南至索姆省，东临北部省。
与蒙迪库尔接壤的市镇（或旧市镇、城区）包括：吕舍、格兰库尔莱帕、阿图瓦地区帕、波姆拉。
蒙迪库尔的时区为UTC+01:00、UTC+02:00（夏令时）。

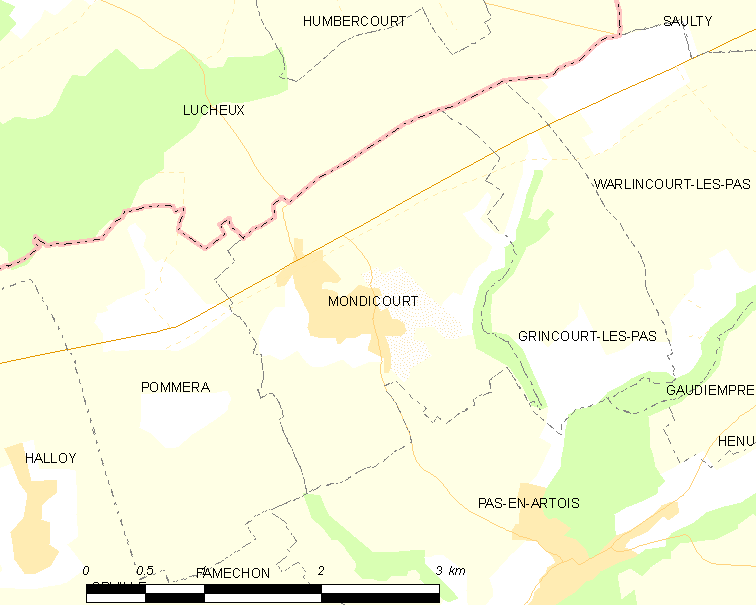
蒙迪库尔的OSM定位图

## 行政
蒙迪库尔的邮政编码为62760，INSEE市镇编码为62583。

## 政治
蒙迪库尔所属的省级选区为阿韦讷勒孔特县。

## 人口

1962-2008年间蒙迪库尔人口变化图示

蒙迪库尔于2022年1月1日时的人口数量为579人。